# Nebudete věřit, o čem je tato epizoda. Třetí dějství vás šokuje!
Nebudete věřit, o čem je tato epizoda. Třetí dějství vás šokuje! (v anglickém originále You Won't Believe What This Episode Is About – Act Three Will Shock You!) je 14. díl 33. řady (celkem 720.) amerického animovaného seriálu Simpsonovi. Scénář napsala Christine Nangleová a díl režírovala Jennifer Moellerová. V USA měl premiéru dne 13. března 2022 na stanici Fox Broadcasting Company a v Česku byl poprvé vysílán 17. května 2022 na stanici Prima Cool.

## Děj
Marge si půjčí nový vysavač a pošle rodinu ven, zatímco ona uklízí dům. Homer vysadí Barta a Lízu v trampolínovém parku, on sám jde do parku pro psy. Tam se Homer pustí do trapné konverzace s Lennym, který je příliš nadšený ze svého nového psa. Homerovi se uleví, když Spasitel vyplaší Lennyho psa, a jde mu koupit zmrzlinu jako odměnu vysvobození. Homer stáhne okénka, zapne klimatizaci a jde do obchodu. Když Homer nakupuje, Spasitel zavře okénka a vyrve klíčky od auta, přičemž vzrušeně poskakuje. Mnozí kolemjdoucí si všimnou, že je Spasitel zamčený v autě se zataženými okénky, a obviní Homera, že to udělal schválně. Za tento incident (a také za to, že zapomněl vyzvednout Barta a Lízu z trampolínového parku) se Homer stane městským vyvrhelem.
Nenávist vůči Homerovi se stále šíří, a tak ho Líza prosí, aby městu přečetl omluvu. V kostele dostane Homer příležitost postavit se na kazatelnu a učinit prohlášení. Místo aby přečetl Lízinu omluvu, vynadá davu do přecitlivělých lidí a při gestikulaci omylem vystrčí reverenda Lovejoye z vitráže. Záběry z incidentu se rozšíří po celém světě, Simpsonovi jsou opakovaně obtěžováni a z Homera se stane internetový fenomén a přijde o práci v elektrárně. Když si rodina vyjde na večeři, potká Thea, který Homera pozve do Institutu, kde si lidé mohou napravit reputaci.
V Institutu je Homer zařazen do skupiny se čtyřmi dalšími zneuctěnými dospělými. Pod vedením Thea předvádějí veřejné dobročinnosti, které jsou nahrávány a zveřejňovány na sociálních sítích. To se však nepodaří a skupina je opět obtěžována. Theo jim řekne o svém vynálezu – „univerzálním odstraňovacím kódu“, který dokáže vymazat konkrétní média z celého internetu i pevného disku na Zemi. Tým se vloupá do centrály ChumNetu, nechvalně proslulé clickbaitového webu, aby kód implementoval. Všichni kromě Homera jsou rozptylováni různými články, které stránka vydává a které přitahují pozornost, a on se do serverovny dostane sám. Po zapojení USB flash disku se Homer dozví, že vymaže nejen všechny stopy po prohřešcích své skupiny, ale i nemorální činy politiků, ruských generálů a dalších. Uvědomí si, že Institut byl za tímto účelem financován, a kód zastaví. Místo toho v celosvětovém vysílání přečte Lízin omluvný vzkaz. Všichni Homerovi odpustí, včetně jeho rodiny, zatímco Theo je za své selhání potrestán (tzv. „nevratně poškozen“).

## Produkce
Jedná se o první díl v historii seriálu, kde čtyři klíčové kreativní role, které řídí animaci, vykonávaly ženy. Jedná se konkrétně o režisérku Jennifer Moellerovou, asistentku režie Debbie Spaffordovou, vedoucí časomíry Esther Leeovou a vedoucí rozvržení pozadí HeeJin Kim. Kromě toho je scénář připsán taktéž ženě, Christine Nangleové.
Dva psi v parku byli vytvořeni dle skutečných psů, které vlastní Matt Selman, producent Simpsonových.
Matt Selman na Twitteru zveřejnil scénář smazanou scénu Thea, která měla být zařazena na závěr dílu.

## Přijetí

### Sledovanost
Během premiéry díl sledovalo 1,14 milionu diváků a získal rating 0,3, čímž se stal nejsledovanějším pořadem na stanici Fox toho večera.

### Kritika
Tony Sokol, kritik webu Den of Geek, udělil dílu 4 z 5 hvězdiček: „Simpsonovi stáli na obou stranách sporu. (…) Nebudete věřit, o čem je tato epizoda. Třetí dějství vás šokuje! je clickbait, který byste si neměli nechat ujít.“
John Schwarz z Bubbleblabberu dal epizodě 7 bodů z 10: „Celkově byla 33. řada Simpsonových silná, nicméně epizoda z tohoto týdne působí jako mišmaš sdělení na ožehavé téma, které se nedostalo k tomu, co chce říct. Byly doby, kdy se Simpsonovi nikomu neomlouvali, a z velké části je tato éra považována za vrchol seriálu. Pokud Simpsonovi skutečně procházejí obdobím renesance, jsou to ještě vůbec Simpsonovi? (…) V minulosti jsme byli svědky lepších reakcí.“